# Янув-Подляски (гмина)
Янув-Подля́ски (пол. Janów Podlaski) — сельская гмина (волость) в Польше, входит как административная единица в Бяльский повет, Люблинское воеводство. Административный центр гмины — деревня Янув-Подляски. Население — 5560 человек (на 2004 год).

## Населённые пункты
- Верхлись
- Вороблин
- Каетанка
- Острув
- Якувки
- Янув-Подляски

## Соседние гмины
1. Гмина Бяла-Подляска
2. Гмина Константынув
3. Гмина Лесьна-Подляска
4. Гмина Рокитно